# Feňa
Feňa (феня) či fenka (фенка) je ruský kriminální slang. Ruská feňa je užívána jako nadnárodní komunikační jazyk zločineckých struktur celého bývalého Sovětského svazu.
Tento jazyk vznikl na území Kyjevské Rusi v období středověku; jeho prapůvodními uživateli byli potulní prodejci, jimž se říkalo ofeni (rusky офени, j.č. офеня). Ti si vytvořili svůj vlastní jazyk, který „nebyl určen cizím uším“. Respektoval pravidla ruské gramatiky, ale měl pozměněnou slovní zásobu. Později tento jazyk převzalo kriminální prostředí, a v současné době se výraz „feňa“ používá pro označení tzv. zlodějského žargonu (rusky воровской жаргон). Ve stejném významu se v moderním ruském jazyce používá i výraz „blatnoj jazyk“ (блатной язык).
Slovní zásobu feni tvoří částečně slova původně vypůjčená z jiných jazyků (jedním z nich je např. jidiš); z velké části jsou to ale slova patřící do běžného ruského jazyka, která ovšem mají ve feni zcela jiný význam:
- карандаш [karandaš] znamená v běžné ruštině „tužka“, ve feni je to ale „nůž“;
- грохнуть [grochnuť] znamená „zadunět/zahřmět“ nebo také „praštit“, ve feni pak „zabít“.